# Bataille d'Orsay
Batailles
La bataille d'Orsay se déroule en 992 ou en 993.
Le comte de Blois et de Chartres, Eudes Ier, et ses alliés du nord du Chartrain, y sont défaits par le comte de Vendôme et de Corbeil, Bouchard le Vénérable.

## Prélude
En 991, Eudes de Chartres veut être le numéro deux d'un royaume gouverné par le nouveau dynaste Hugues Capet. En juin, alors que le parti du dernier carolingien, Charles de Lotharingie a définitivement perdu, le comte de Blois s’empare de Melun, spoliant de fait le premier conseiller du roi, Bouchard le Vénérable, tout en évitant le conflit frontal avec son suzerain. Mais la réaction du roi, aidé des Normands, fut immédiate. En septembre 991, après plusieurs mois de siège. Eudes de Blois et de Chartres doit abandonner Melun. Son différend avec le comte de Corbeil reste ouvert.

## La bataille
C'est la Vita, manuscrit d’Eudes, moine de Saint-Maur-des-Fossés, qui relate cet événement décisif pour son héros Bouchard Ier, comte de Corbeil, fidèle d’Hugues Capet. Après le siège de Melun, le comte doit trouver de nouveaux alliés. En échange de biens en précaire, à Echilleuses et à Boësses, il fait notamment alliance avec le comte du Gâtinais.
Son objectif est de chasser le comte de Blois du sud-est de la région parisienne, pour libérer la route de Paris à Chartres de la menace que fait peser les milites chartrains fidèles au blésois comme ceux de Gometz. Quant à Eudes Ier, il revient sur le front francilien, et va pouvoir affronter directement son compétiteur, sans l’aide des rois capétiens, Hugues Capet et Robert II le Pieux, occupés sur un autre front.
Des traditions locales placent le lieu de la bataille au sud de l’antique voie de circulation qui passe par Orsay avant de monter à Gomtez-la-Ville, ce qui ferait bénéficier de la pente du coteau le premier des adversaires qui y campe. Et d’après la Vita, ce serait Bouchard d’après la scène suivante : Ermenfroi, vicomte de Corbeil, prête un hommage attendu envers Bouchard le Vénérable sur ce champ de bataille et reçoit en retour la confirmation de son fief de Lisses.
Eudes Ier est arrivé par cette même route principale en venant de Chartres et peut stationner à Gometz-le-Châtel, chez son vassal. Avant l’affrontement, chacun aura pu marquer un temps d’arrêt de part et d’autre de la frontière civile entre les grands comtés chartrain et parisien.
Le comte de Blois sera finalement mis en déroute dans cet affrontement dépeint par le moine Eudes comme un jugement de Dieu. Pour les acteurs et les témoins des événements, un jugement divin a été rendu en faveur de Bouchard et Eudes doit quitter piteusement le champ de bataille, comme ce fut le cas à Melun.

## Conséquences
Après cette victoire décisive, sous l’autorité des rois capétiens, le comte Melun et de Corbeil et son fils Renaud, évêque de Paris, vont amorcer une reprise en main du sud parisien. L'église de Paris va reprendre les édifices suivants : église saint Rémy lès Chevreuse ; église de Bruyères-le-Châtel ; église Saint-Clair de Gometz ; église Sainte-Christophe de Châteaufort.
Sur le plan politique, les seigneurs pro-chartrains qui gardaient le château de Gometz devront se retirer de cette zone-frontière. Une partie de leurs honneurs sera confiée aux Montlhéry-Chevreuse.